# Грозан ја 2
Грозан ја 2 (енгл. Despicable Me 2) америчка је 3Д рачунарски-анимирана филмска комедија из 2013. године у продукцији  и дистрибуцији Universal Pictures. То је наставак Грозан ја (2010) и други део у франшизе Грозан ја. У режији Криса Реноа и Пјера Кофена, а сценаристе су Ћинко Пол и Кен Даурио. У филму глуме гласови Стив Карел, Кристен Виг, Миранда Косгроув, Елси Фишер, Расел Бренд и Кен Џонг.
Филм је уједно и најпрофитабилнији филм у 101 година историје компаније Universal Pictures. Грозан ја 3 (2017) је пратио Грозан ја 2, а Малци је објављен 2015.
Премијерно приказивање одржано је 5. јуна 2013. године у Лондону, а филм је изашао у САД 3. јула 2013. године. У Србији је премијера филма била од 27. септембара 2013. године. Дистрибуцију је радио Taramount Film и синхронизацију.

## Радња
Гру (Небојша Дугалић/Стив Карел) је иза себе оставио живот суперзликовца и одлучио да се побрине за Марго (Мина Ненадовић/Миранда Косгроув), Едит (Милица Матејић/Дана Гајер) и Агнес (Тиња Дамњановић/Елси Фишер). Сада Гру, др Нефарио (Русмир Агачевић Рус/Расел Бренд) и Малци имају довољно слободног времена.
Међутим, чим Гру почне да се навикава на улогу породичног човека из предграђа, на врата му долази супертајна организација која се бори против зла широм света. Сада Гру и његова нова партнерка Луси (Мина Лазаревић) треба да открију ко је одговоран за спектакуларне злочине и приведу их правди. Потребан је највећи бивши суперзликовац на свету да ухвати некога ко настоји да га замени на тој позицији. Повратничкој екипи сада се придружују Милан Тубић/Кен Јеонг (Мамурлук) као Флојд Орлокосић - најчешће осумњичен за све гнусне злочине почињене у свету откако је Гру напустио игру. Ту је и Предраг Ејдус/Стив Куган, као Сајлас Рамсботом - Лусин шеф из анти-зликовачке лиге и супершпијун чије презиме даје Малчију повод за бескрајне шале. Ту су и Марко Марковић/Мојзес Еријас као Антонио, кога Марго симпатише, и који стално нервира Груа, и Марко Живић/Бенџамин Брет као Едуардо Перез, Антонијев отац, власник ресторана „Салса & салса“, и човек који може бити, а можда и није најмачоческији суперзликовац који је икада постојао - злогласни Ел Мачо.

## Улоге
| Лик            | Енглески глас    | Српски глас     |
| -------------- | ---------------- | --------------- |
| Фелонијус Гру  | Стив Карел       | Неле Дугалић    |
| Луси Вајлд     | Кристен Виг      | Мина Лазаревић  |
| Едуардо Перед  | Бенџамин Брет    | Марко Живић     |
| Марго Гру      | Миранда Косгроув | Мина Ненадовић  |
| Едит Гру       | Дана Гајер       | Милица Матејић  |
| Агнес          | Елси Фишер       | Тиња Дамњановић |
| Жозе Нефарио   | Расел Бранд      | Русмир Агачевић |
| Малци          | Пјер Кофен       | Милан Антонић   |
| Флојд Иглсен   | Кен Џонг         | Милан Тубић     |
| Професор Флукс | Џени Слејт       | Предраг Ејдус   |